# Львов, Олег Юрьевич
Оле́г Юрьевич Льво́в (24 сентября 1971, Ленинград) — российский футболист и игрок в мини-футбол, играл на позициях полузащитника и нападающего.

## Карьера
В 1993 году играл в майкопской «Дружбе», которая выступала в первой лиге, а уже в первом Кубке России дошла до полуфинала, где уступили будущим обладателям кубка «Торпедо» Москва, а Львов в полуфинальном матче вышел на замену Мурату Зекоху. В 1994 году перешёл в «Обнинск», выступавшем во Втором дивизионе, где провёл 7 матчей и забил 2 гола.
Позже выступал за любительские и мини-футбольные клубы Санкт-Петербурга, Ленинградской области и Саратова.

## Достижения

### Командные
«Дружба»
Полуфиналист Кубка России: 1992/93